# João Baptista Leopoldo Figueiredo
João Baptista Leopoldo Figueiredo (Santos, 6 de janeiro de 1910 — São Paulo, 25 de setembro de 1989) foi um economista brasileiro que atuou como presidente do Banco do Brasil e um dos fundadores do Instituto de Pesquisa e Estudos Sociais (IPÊS), tendo atuado durante a década de 1980 como conselheiro de diversas empresas como Pirelli, Eluma, Brasilit, Atlas-Copco, Ciba-Geigy, Siemens, Robert Bosch, ZF do Brasil, Cefri, Itaú e Saab-Scânia.

## Biografia
João Batista Leopoldo Figueiredo nasceu no município brasileiro de Santos no dia 6 de janeiro de 1910, filho de Leopoldo de Oliveira Figueiredo e de Maria Augusta Silva Figueiredo. Foi sobrinho de Euclydes de Oliveira Figueiredo Filho, que foi membro ativo participando da Revolução Constitucionalista de 1932 como coronel e depois foi deputado federal  entre 1946 e 1951. Era primo do presidente João Figueiredo que ocupou o cargo durante a Ditadura militar brasileira.
Começou sua vida estudantil na cidade de Santos, pelo Ginásio Santista e continuou seus estudos no Ginásio São Bento, na capital paulista, especializando-se posteriormente em economia e finanças.
Começou sua vida profissional nos negócios de seu pai em 1927 assumindo a direção da firma L. Figueiredo, em São Paulo. No ano de 1940, seu pai veio a morrer e João tornou-se presidente da empresa.
No ano de 1943, foi um dos fundadores do Banco Sul-Americano do Brasil, tornando-se o seu primeiro presidente. Com o fim da Segunda Guerra Mundial, assumiu a presidência da Câmara Teuto-Brasileira de Comércio e Indústria de São Paulo, que ajudou a fundar e que desempenhou o papel no estabelecimento de relações diplomáticas e comerciais entre o Brasil e a Alemanha, que estava com uma imagem devastada perante a comunidade internacional após os horrores promovidos pelo Nazismo.
Durante o governo Jânio Quadros (1961), foi presidente do Banco do Brasil assumindo o cargo no mês de fevereiro, em substituição ao Carlos Cardoso (1960-1961).
No seu período em frente ao cargo de presidente fez  umas série de mudanças nas políticas fiscais do banco. Essa reforma, entre outras medidas, eliminou os subsídios cambiais, unificando o câmbio, e teve como consequências a melhoria, a curto prazo, da situação orçamentária, permitindo um maior rendimento da tributação sobre produtos importados, maiores ingressos para a Petrobras e a assinatura de vários acordos financeiros no exterior. Por outro lado, foi mal recebida pelos partidos que faziam oposição a Jânio, especialmente os vinculados aos trabalhadores e aos setores mais populares da sociedade brasileira, pois resultou em grande elevação do custo de vida. Deixou a presidência do banco em setembro, logo após a renúncia de Jânio, sendo substituído por Ney Galvão (1961-1963).
Em 1962, foi um dos fundadores do Instituto de Pesquisa e Estudos Sociais (IPÊS), organização que reunia empresários do Rio e de São Paulo com o objetivo de “defender a liberdade pessoal e da empresa”, ameaçada, segundo o grupo, pelo plano de socialização em curso no Governo João Goulart (1961-1964). Presidiu o IPÊS até 1964, pouco antes da vitória do movimento político-militar de março que golpeou Goulart, de cuja preparação e organização participou ativamente. Em seu nome haviam telegramas conspiratórios ao governo de João Goulart, o que comprova que João Batista participou dos grupos pró-ditadura junto com outros pares do empresariado paulistano.
Ao longo da década de 1960, foi desfazando-se de alguns cargos. Em 1966, deixou a presidência da  Câmara Teuto-Brasileira e no ano seguinte saiu da presidência do Banco Sul-Americano, que foi comprado e incorporado pelo Itaú. Após o distanciamento desses empregos, João Batista fez carreira na iniciativa privada em empresas como o  Banco Federal Itaú, Banco Itaú de Investimentos, Pirelli, São Paulo Light Serviços de Eletricidade, Volkswagen e a APEC Editora.
Em seus últimos anos de vida foi diretos do Sindicato da Indústria de Pneumáticos e Câmaras de Ar do Estado de São Paulo e do Sindicato Nacional da Indústria de Tratores.
João Batista Leopoldo Figueiredo morreu em 25 de setembro de 1989. Foi casado com Maria de Lurdes Silveira Figueiredo, com quem teve dez filhos.